# David Narey
David Narey (* 12. Juni 1956 in Dundee, Schottland) ist ein ehemaliger schottischer Fußballspieler. Er konnte sowohl in der Verteidigung als auch im Mittelfeld spielen.

## Karriere
Narey spielte 21 Jahre lang (1973–1994) für den schottischen Erstligisten Dundee United und in der Saison 1994/95 noch ein weiteres Jahr für die Raith Rovers. 1983 wurde Narey mit Dundee schottischer Meister, 1980 und 1981 gewann er den Liga-Cup. 1987 erreichte die Mannschaft das Finale des UEFA-Cups verlor dort aber gegen IFK Göteborg. Insgesamt absolvierte Narey 865 Pflichtspiele für Dundee, davon 612 in der höchsten schottischen Liga und 76 Spiele im Europapokal.
Narey absolvierte 35 Spiele für die schottische Fußballnationalmannschaft und nahm bei den Weltmeisterschaften 1982 und 1986 teil. Insgesamt kam er auf fünf Einsätze bei Fußball-Weltmeisterschaften, sein einziges Länderspieltor gelang ihm bei der Weltmeisterschaft 1982 gegen Brasilien.
1992 wurde Narey für seine Verdienste um den Sport mit dem Orden MBE ausgezeichnet.